# James L. Hobson Jr.
James Lynn Hobson (* Februar 1942 in Memphis, Shelby County, Tennessee; † 17. Mai 2023 in Marietta, Cobb County, Georgia) war ein Generalmajor der United States Air Force. Er war unter anderem Kommandeur des Air Force Special Operations Commands.
Er besuchte die High School in Montgomery in Alabama und studierte dann an der University of Memphis Biologie. Über die Officer Training School auf der Lackland Air Force Base in Texas gelangte er im Jahr 1965 in das Offizierskorps der United States Air Force. Dort durchlief er anschließend alle Offiziersränge vom Leutnant bis zum Zwei-Sterne-General.
Im Lauf seiner militärischen Karriere absolvierte er verschiedene Kurse und Schulungen. Dazu gehörten unter anderem eine Ausbildung zum Kampfpiloten und weitere Fortbildungskurse als Pilot neuer Flugzeugtypen; die Squadron Officer School auf der Maxwell Air Force Base in Alabama; das Air Command and Staff College, das sich ebenfalls auf der Maxwell AFB befindet, und das Naval War College in Newport in Rhode Island. Außerdem erhielt er akademische Grade von der University of Southern California und der Harvard Kennedy School.
In seinen frühen Jahren als Offizier der Luftwaffe war er an verschiedenen Stützpunkten in den Vereinigten Staaten stationiert. Dabei war er als Pilot, Flugausbilder oder Stabsoffizier bei unterschiedlichen Einheiten tätig. Dazwischen absolvierte er die erwähnten Schulungen. Zwischen Februar 1968 und Februar 1969 war er als Kampfpilot im Vietnamkrieg eingesetzt. Danach setzte er seine Offizierslaufbahn in den Vereinigten Staaten fort, wo er unter anderem erste kleinere Kommandostellen übernahm. Er war auch an der US-Invasion in Grenada beteiligt.
Zwischen März 1987 und Juni 1989 kommandierte Hobson als Oberst auf der Eglin Air Force Base in Florida das 39. Rettungsgeschwader (39th Aerospace Rescue and Recovery Wing). Unmittelbar zuvor war er stellvertretender Kommandeur dieses Geschwaders gewesen. Im Juni 1989 wurde er auf das Hurlburt Field, ebenfalls in Florida, versetzt, wo er stellvertretender Kommandeur der 23. Luftflotte war (Twenty Third Air Force), die der Vorgänger des späteren Air Force Special Operations Commands war. Diese Aufgabe nahm James Hobson zwischen Juni 1989 und März 1990 wahr. Daran schloss sich eine Versetzung zur Ramstein Air Base in Deutschland an, wo er zwischen März 1990 und April 1992 die 332. Lufttranportdivision (332nd Airlift Division) kommandierte. Gleichzeitig war er Stabsoffizier (deputy chief of staff for airlift operations) im Hauptquartier der United States Air Forces in Europe.
Nach dem Ende dieses Auftrags verblieb Hobson in Deutschland. Auf der Rhein-Main Air Base in Frankfurt am Main übernahm er den Oberbefehl über das 435. Transportgeschwader (435th Airlift Wing) den er zwischen April und Dezember 1992 innehatte. Im Januar 1993 wurde er auf der Scott Air Force Base in Illinois Stabsoffizier beim Air Mobility Command (director of operations and transportation). Diesen Posten bekleidete er bis zum Juli 1994. Danach kehrte er zum Hurburt Field in Florida zurück, wo er am 22. Juni 1994 als Nachfolger von Bruce L. Fister das Kommando über das Air Force Special Operations Command übernahm. Diese Aufgabe erfüllte er bis zum 8. Juli 1997 als Charles R. Holland seine Nachfolge antrat. Anschließend schied er aus dem aktiven Militärdienst aus.
Während seiner aktiven Zeit als Militärpilot absolvierte er über 6500 Flugstunden auf verschiedenen Flugzeugtypen.
Nach seiner Pensionierung war James Hobson elf Jahre lang Präsident und CEO der Firma Air Transport International. Außerdem engagierte er sich an der medizinischen Fakultät der University of Arkansas an Hilfen für Krebskranke und deren Familien.

## Daten der Beförderungen
| Abzeichen | Rang               | Jahr              |
| --------- | ------------------ | ----------------- |
|           | Second Lieutenant  | 17. Mai 1965      |
|           | First Lieutenant   | 17. November 1966 |
|           | Captain            | 9. Juni 1968      |
|           | Major              | 1. September 1976 |
|           | Lieutenant Colonel | 1. Dezember 1980  |
|           | Colonel            | 1. November 1985  |
|           | Brigadier General  | 1. Mai 1990       |
|           | Major General      | 1. Oktober 1992   |

## Orden und Auszeichnungen
James Hobson erhielt im Lauf seiner militärischen Laufbahn unter anderem folgende Auszeichnungen:
- Air Force Distinguished Service Medal
- Legion of Merit
- Distinguished Flying Cross
- Air Medal
- Air Force Commendation Medal
- Air Force Achievement Medal
- Defense Meritorious Service Medal
- Meritorious Service Medal